# Sant Iscle de Vallalta
Sant Iscle de Vallalta település Spanyolországban, Barcelona tartományban. Lakosainak száma 1458 fő (2024).

## Földrajza
Sant Iscle de Vallalta Canet de Mar, Sant Celoni, Sant Cebrià de Vallalta, Arenys de Munt és Vallgorguina községekkel határos.

## Népesség
A település lakosságának változását az alábbi diagram mutatja:
| Lakosok száma | 303  | 794  | 664  | 609  | 514  | 1016 | 1267 | 1304 | 1332 | 1458 |
|               | 1787 | 1900 | 1940 | 1965 | 1991 | 2004 | 2009 | 2014 | 2019 | 2024 |